# 蒂莫西·切鲁伊约特
蒂莫西·切鲁伊约特（Timothy Cheruiyot，1995年11月20日—）是一名肯尼亚中距离赛跑运动员。他在2017年世界田径锦标赛上赢得银牌。他在卡塔尔多哈举行的2019年世界田径锦标赛上赢得金牌。